# Atmophile
 (novembre 2022).
En géochimie, un élément atmophile, ou simplement un atmophile, est un élément chimique dont l'existence dans la nature à l'état solide est marginale, le terme atmophile ayant à cet égard une étymologie un peu trompeuse (littéralement : « qui a une affinité pour la phase gazeuse »).
L'hydrogène est ainsi classé parmi les atmophiles bien qu'il se rencontre sur Terre essentiellement à l'état liquide, dans l'eau de mer. De l'hydrogène existe dans les constituants solides de l'écorce terrestre sous forme de minéraux hydratés, mais cela demeure marginal. Le carbone existe également à l'état solide, principalement sous forme de charbon et de carbonates, mais ce carbone est d'origine atmosphérique, où il est présent sous forme de dioxyde de carbone (quatrième constituant de l'atmosphère terrestre) et de traces de monoxyde de carbone, qui s'oxyde rapidement.
Les autres atmophiles se présentent sous forme de corps simples chimiquement inertes ou presque : l'azote et les gaz rares, notamment l'argon et le néon. L'azote forme en effet une molécule diatomique si étroitement liée qu'aucun oxyde d'azote n'est thermodynamiquement plus stable que l'azote et l'oxygène : l'ammoniac primordial s'est ainsi oxydé en diazote lorsque l'atmosphère terrestre s'est enrichie en dioxygène sous l'effet de la photosynthèse chlorophyllienne.
En raison de leur volatilité, les atmophiles sont des éléments très rares au sein de la Terre, sensiblement plus pauvre en atmophiles que le système solaire. Le krypton et le xénon sont ainsi les éléments stables les plus rares de notre environnement.